# Aziatische landsalamanders
Aziatische landsalamanders (Hynobiidae) zijn een familie van amfibieën die behoren tot de salamanders. De groep werd voor het eerst wetenschappelijk beschreven door Edward Drinker Cope in 1859.
Er zijn 57 soorten in negen geslachten, drie geslachten worden vertegenwoordigd door slechts een enkele soort en zijn monotypisch. De Aziatische landsalamanders blijven klein, ongeveer 20 centimeter, en komen voor in Azië, slechts één soort komt voor in Europa in Rusland.
De Aziatische landsalamanders zijn verwant aan de reuzensalamanders (Cryptobranchidae). De verschillende soorten worden verdeeld in twee onderfamilies.

## Taxonomie
Familie Hynobiidae Aziatische landsalamanders
- Onderfamilie Hynobiinae
  - Geslacht Afghanodon
  - Geslacht Batrachuperus
  - Geslacht Hynobius
  - Geslacht Iranodon
  - Geslacht Liua
  - Geslacht Pachyhynobius
  - Geslacht Pseudohynobius
  - Geslacht Ranodon
  - Geslacht Salamandrella
- Onderfamilie Onychodactylinae
  - Geslacht Onychodactylus